# Diageo
Diageo est une entreprise britannique fondée en décembre 1997 par la fusion de Grand Metropolitan et Guinness.  Le groupe Diageo est spécialisé dans la fabrication et la commercialisation de vins, bières et spiritueux.
Côté en bourse, il dispose de plusieurs marques comme Johnnie Walker, Guinness, Tanqueray ou Smirnoff.  En chiffre d'affaires, Diageo est le numéro 1 mondial des spiritueux, se positionnant devant le français Pernod Ricard. Son siège est basé à Londres.

## Histoire

### La fusion entre Grand Metropolitan et Guinness
Grand Metropolitan était une multinationale anglaise présente dans le domaine des spiritueux avec les marques de vodka Smirnoff, de whisky J&B et de liqueur Baileys, mais aussi dans l'agroalimentaire. Son rachat de l'entreprise américaine Pillsbury lui avait apporté les marques de glaces Häagen Dazs, de céréales Géant Vert et les restaurants Burger King[réf. nécessaire].
Guinness Plc, à l'origine simple brasserie, était elle aussi devenue, après de multiples acquisitions, une entreprise de taille mondiale et détenait plusieurs marques de whiskies, parmi lesquelles Johnnie Walker.
Au moment de la fusion entre GrandMet et Guinness, qui donnera le groupe Diageo en 1997, le groupe LVMH a - entre autres montages financiers - proposé une fusion des pôles alcools respectifs de chacune des trois entreprises.
En cela LVMH, qui détenait 14 % du capital de son partenaire Guinness, voulait conserver le contrôle de sa stratégie dans ce secteur. Le pôle champagne et alcools de LVMH était alors détenu à 33 % par Guinness. À la suite de cela, LVMH aurait possédé 45 % de la filiale commune, projet abandonné à la suite de la fusion des deux groupes. 
Finalement, les deux groupes décident donc de collaborer dans les années 1990 en fondant MHD (Moët Hennessy-Diageo), une entreprise de distribution des leurs alcools respectifs, intermédiaire entre producteurs, la grande distribution et l'Horeca.
En 2022, le chiffre d'affaires est de vingt milliards d'euros avec environ 20 % de bénéfices.
Mais en 2023 après des années de divergences pour ce qui est qualifié de « mariage bancal », Diageo souhaite reprendre seul la distribution de ses marques : l'avenir de la filiale commune MHD est incertain, alors que la distribution d'alcools est peu pourvoyeur de marges sans volumes importants. Diageo reste actionnaire de 34 % de la branche « vins et spiritueux » de LVMH ce qui représente une valorisation d'une vingtaine de milliards d'euros. 

### Le recentrage sur les spiritueux
Diageo s'est séparé de la plupart des filiales non engagées dans l'industrie des boissons alcooliques (toutes issues de Pillsbury, que détenait Grand Metropolitan). Les marques Géant Vert et Old El Paso, ainsi que les glaces Häagen-Dazs sont cédées en 2001 à General Mills et la chaîne de restauration rapide Burger King est rachetée par les fonds de placement Texas Pacific, Bain Capital LLC et Goldman Sachs Capital en 2002.

### Acquisitions successives
En février 2011, Diageo acquiert l'entreprise turque Mey İçki pour 2,1 milliards de $.
En mai 2012, c'est au tour de l'entreprise brésilienne Ypióca d'être racheté pour 300 millions de $. En novembre 2012, Diageo acquiert 53,4 % l'entreprise indienne United Spirits, qui est alors en difficultés financières, pour 1,28 milliard de £.
En mai 2014, à la suite de l'acquisition de United Breweries Group par Diageo, ce dernier est contraint par l'autorité de la concurrence britannique de vendre une partie des activités de United Breweries Group dans le whisky. Whyte and Mackay est alors vendu pour 430 millions de livres soit l'équivalent de 729 millions de dollars à l'entreprise philippine Emperador. En novembre 2014, Diageo échange la marque de whisky Bushmills contre les 50 % qu'il ne détient pas dans la marque de tequila Don Julio. En septembre 2015, Diageo augmente sa participation de 20 % dans Guinness Nigeria, filiale qu'il détenait à 54 %, pour 208 millions de dollars.
En octobre 2015, Diageo vend pour 780 millions de dollars à Heineken ses participations de 57,87 % dans Desnoes & Geddes et de 49,99 % dans GAPL, présents respectivement en Jamaïque (avec la bière Red Stripe) et en Malaisie. Cette transaction permet à Heineken d'avoir une participation à hauteur de 73,3 % dans Desnoes & Geddes et de 100 % dans GAPL.  En octobre 2015, Treasury Wine Estates acquiert pour 552 millions de dollars les activités viticoles de Diageo aux États-Unis et au Royaume-Uni, intégrant notamment les marques Sterling Vineyards et Blossom Hill,. En novembre 2015, Diageo vend ses activités viticoles situées en Argentine à Grupo Peñaflor.
En juin 2017, Diageo annonce l'acquisition de la marque de tequila Casamigos pour environ 1 milliard de dollars, marque fondée par George Clooney en 2013.
En 2018, le groupe investit 173 millions d'euros pour promouvoir le tourisme du whisky,.
En mai 2022, Campari annonce l'acquisition du Picon pour 119 millions d'euros à Diageo.

## Actionnaires
Liste des principaux actionnaires au 16 février 2022 :
| Actionnaire                                      | %      |
| ------------------------------------------------ | ------ |
| Capital Research & Management (Global Investors) | 5,14 % |
| Massachusetts Financial Services (en)            | 3,26 % |
| The Vanguard Group                               | 3,05 % |
| BlackRock Investment Management (UK)             | 2,87 % |
| BlackRock Fund Advisors                          | 2,52 % |
| Norges Bank Investment Management                | 2,41 % |
| Lindsell Train                                   | 2,38 % |
| Wellington Management                            | 2,13 % |
| Legal & General Investment Management            | 1,63 % |
| Cascade Investment                               | 1,59 % |

## Marques de Diageo
Quelques marques :
- Bière : Guinness, Smithwick's, Harp, Kilkenny ;
- Bourbon : Bulleit ;
- Gin : Gordon's, Tanqueray, Pirate Island Geem, Jinzu gin ; Aviation American Gin
- Rhum : Captain Morgan, Bundaberg, Don Papa[22] ;
- Tequila : Don Julio, José Cuervo ; Casamigos ;
- Vodka : Smirnoff, Cîroc ;
- Whisky États-Unis : George Dickel ;
- Whisky canadien : Crown Royal, VO ;
- Whisky écossais : Johnnie Walker, J&B, Bell's, Blair Athol, Caol Ila, Cardhu, Knockando, Glen Elgin, Clynelish, Cragganmore, Dalwhinnie, Glenkinchie, Glen Ord, Lagavulin, Oban, Royal Lochnagar et Talisker.
- Alcools divers : Baileys, Archers, Pimm's, Goldschläger ;